# Comuna de Płońsk
Płońsk (polaco: Gmina Płońsk) é uma gminy (comuna) na Polónia, na voivodia de Mazóvia e no condado de Płoński. A sede do condado é a cidade de Płońsk.
De acordo com os censos de 2004, a comuna tem 7021 habitantes, com uma densidade 55,2 hab/km².

## Área
Estende-se por uma área de 127,3 km², incluindo:
- área agricola: 87%
- área florestal: 5%

## Demografia
Dados de 30 de Junho 2004:
|                      | Total   | Total | Mulheres | Mulheres | Homens  | Homens |
| -------------------- | ------- | ----- | -------- | -------- | ------- | ------ |
|                      | pessoas | %     | pessoas  | %        | pessoas | %      |
| População            | 7021    | 100   | 3474     | 49,5     | 3547    | 50,5   |
| Densidade (pop./km²) | 55,2    | 100   | 27,3     | 27,3     | 27,9    | 27,9   |

De acordo com dados de 2002, o rendimento médio per capita ascendia a 951,61 zł.

## Subdivisões
- Arcelin, Bogusławice, Bońki-Zawady, Brody, Cempkowo, Cholewy-Wroninko, Cieciórki, Ćwiklinek, Ćwiklin, Dalanówko, Ilinko, Ilino, Jeżewo, Kluczewo, Kownaty, Koziminy-Stachowo, Krępica, Lisewo, Michalinek, Michowo, Nowe Koziminy-Stare Koziminy, Pilitowo, Poczernin, Raźniewo, Siedlin, Skarzyn, Skrzynki, Słoszewo, Słoszewo-Kolonia, Strachowo, Strachówko, Strubiny, Szeromin, Szerominek, Szpondowo, Szymaki, Woźniki-Młyńsk-Pruszyn.

## Comunas vizinhas
- Baboszewo, Dzierzążnia, Joniec, Naruszewo, Płońsk, Sochocin, Załuski